# Каниковский, Виктор Иванович
Виктор Иванович Каниковский (1935, село Бутор, ныне Григориопольского района Молдавии — ?) — молдавский советский государственный и коммунистический деятель, 1-й секретарь Бельцкого и Кишиневского городских комитетов КП Молдавской ССР. Депутат Верховного Совета Молдавской ССР 7-8 созывов. Член ЦК Коммунистической партии Молдавии. Депутат Верховного Совета СССР 9-го созыва.

## Биография
Окончил Кишиневский государственный университет.
Член КПСС с 1954 года.
В 1958—1960 годах — старший лаборант лаборатории геологии нефти и газа Молдавского филиала Академии наук СССР.
В 1960—1965 годах — инструктор Ленинского районного комитета КП Молдавской ССР города Кишинева; лектор ЦК КП Молдавской ССР; заведующий зданием политического просвещения ЦК КП Молдавской ССР и Кишиневского городского комитета КП Молдавской ССР.
Окончил Высшую партийную школу при ЦК КПСС.
В 1965—1966 годах — инспектор отдела ЦК КП Молдавской ССР.
В 1966—1970 годах — 1-й секретарь Бельцкого городского комитета КП Молдавской ССР.
В ноябре 1970—1976 года — 1-й секретарь Кишиневского городского комитета КП Молдавской ССР.
В 1976—1978 годах — заведующий отделом плановых и финансовых органов ЦК КП Молдавской ССР.
В 1978—1990 гг. — генеральный директор Молдавского производственного объединения по геологоразведывательным работам (ПО «Молдавгеология»).
25 января — 24 мая 1990 года — заместитель председателя Совета министров ССР Молдова.

## Награды
- два ордена Трудового Красного Знамени
- медали